# Абдул Хаккул Мубин
Абдул Хаккул Мубин также известный как Абдул Мубин или Аль-Мархум ди Пулау (малайск. Abdul Hakkul Mubin ? — 1673) — 13-й султан Брунея (1661—1673). Он участвовал в гражданской войне в Брунее. Стал новым султаном после убийства предыдущего султана Мухамеда Али. В 1673 году был убит, а к власти пришёл его противник Мухиуддин.

## Биография
Абдул Хаккул Мубин когда-то был известен как Пенгиран (принц) Абдул Мубин. Но в 1660 году Муда Бонгу, сын тогда правящего султана Мухамеда Али, убил сына Абдула Мубина. В отместку он убил Мухаммеда Али и занял трон, взяв имя Абдул Хаккул Мубин. Он попытался успокоить последователей предыдущего султана, назначив внука Мухаммеда Али Мухиуддина новым Бендахарой ("главным министром"). Однако сторонники Мухаммеда Али убедили Мухиддина отомстить, спровоцировав гражданскую войну в Брунее.
Абдул Хаккул укрылся в Кинаруте, где был построен новый форт, в котором в течение 10 лет его войска отражали атаки войск Мухиддина. На помощь Мухиддину пришли войска султаната Сулу, в союзе с которыми форт был захвачен, а Абдул Хаккул был убит.

## Личная жизнь
Был женат, у него было 3 сына и дочь.